# Агаян, Рэй
Гурген Рэй Агаян (англ. Gorgen Ray Aghayan; род. 28 июля 1928, Тегеран — 10 октября 2011, Лос-Анджелес) — американский модельер и художник по костюмам иранского происхождения. За свои работы он трижды номинировался на премию «Оскар».

## Биография

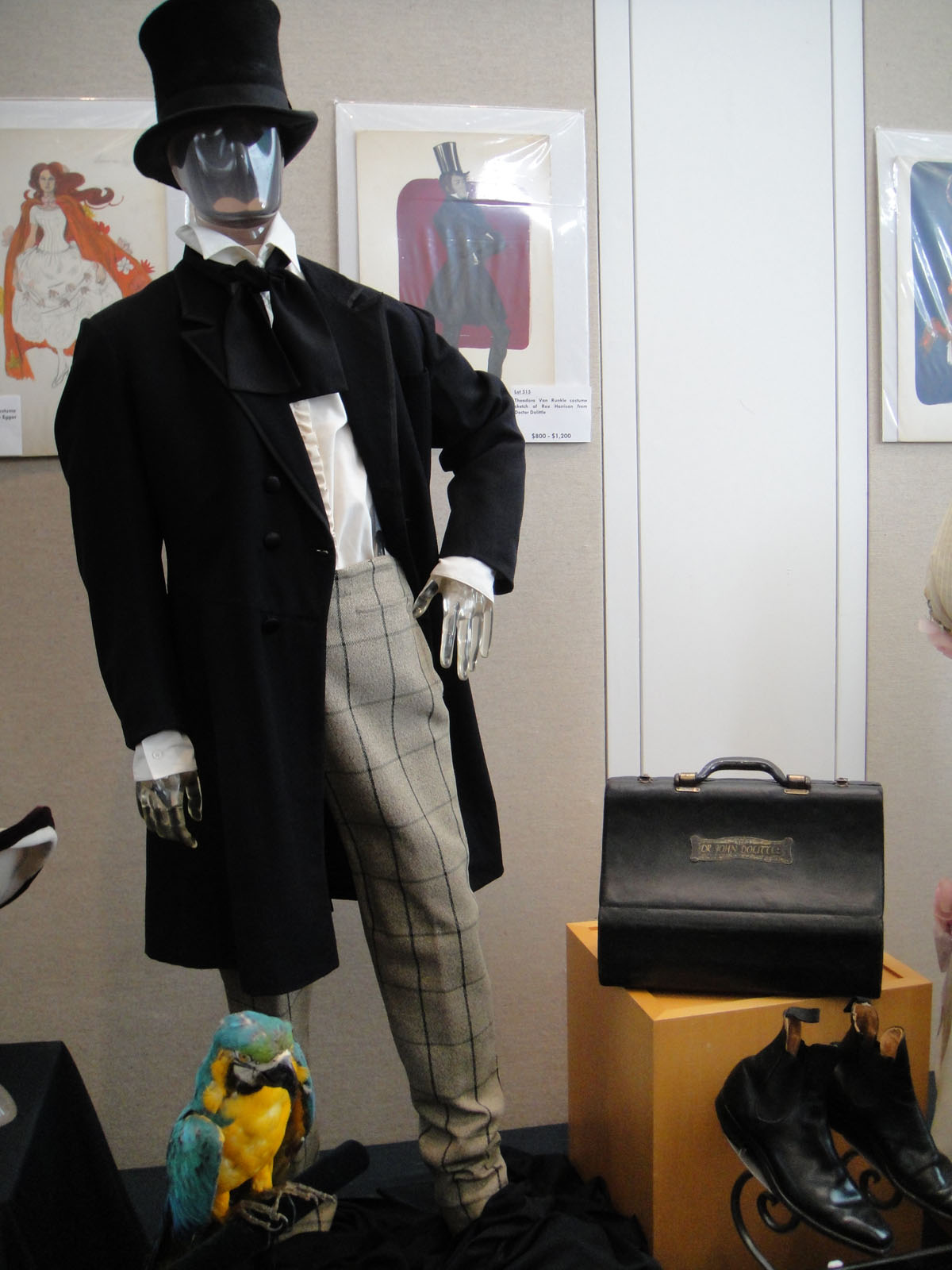
Костюм Рекса Харрисона в фильме «Доктор Дулиттл» (1967)

Агаян родился в Тегеране в 1928 году в состоятельной ирано-армянской семье. Мать Агаяна, овдовевшая, когда он был маленьким, была портнихой семьи Пехлеви, поэтому он с ранних лет приобщился к моде. В возрасте 13 лет мальчик участвовал в создании одежды для двора шаха Мохаммеда Резы Пехлеви. Его первый эскиз платья был создан для Фавзии Фуад, первой жены последнего шаха Ирана.
С ранних лет Агаян интересовался американскими фильмами. Мать разрешила ему учиться в Америке, и сначала он изучал архитектуру в Лос-Анджелесе, но бросил учебу через несколько недель и занялся актерским мастерством. Он занимался режиссурой и играл в спектаклях и стал художником по костюмам совершенно случайно. Когда для одной из его режиссерских работ не нашлось денег на оплату услуг художника по костюмам, Агаян создал костюмы сам. 
С 1957 года иранец работал для различных телевизионных шоу, таких как «Вечер с Фредом Астером» (1958) или «Шоу Джуди Гарлэнд» (1963). Когда в 1967 году впервые была вручена телевизионная премия «Эмми» за лучший костюм, Агаян и его партнер Боб Маки, с которым он проработал несколько десятилетий, получили приз за телефильм «Алиса в Зазеркалье» (1966). Для летних Олимпийских игр 1984 в Лос-Анджелесе Агаян создал костюмы для церемоний открытия и закрытия. В период с 1960 по 2001 год он также консультировал по вопросам имиджа ведущих церемонии вручения премии «Оскар».
Агаян скончался 10 октября 2011 года в своём доме в Лос-Анджелесе от инфаркта миокарда.

## Личная жизнь
Мать переехала к Агаяну в Калифорнию через 30 лет после его иммиграции и незадолго до иранской революции. Впоследствии Агаян состоял в отношениях с художником по костюмам Бобом Маки, своим ассистентом в 1960-х годах, с которым прожил почти 50 лет. 

## Избранная фильмография
- 1965: Искусство любви
- 1966: Парень по кличке Флинт
- 1967: Двойник Флинта
- 1967: Каприз
- 1967: Доктор Дулиттл
- 1969: Весело, весело (номинация на премию «Оскар» за лучший дизайн костюмов 1970 года)
- 1972: Леди поёт блюз (номинация на премию «Оскар» 1973 года совместно с Бобом Маки и Нормой Кох)
- 1975: Смешная леди (номинация на премию «Оскар» 1976 года совместно с Бобом Маки)